# André Godard (athlétisme)
Pour les articles homonymes, voir André Godard.
André Godard (né le 27 février 1939 à Châtillon-en-Dunois et mort le 12 février 2023 à Coulommiers) est un athlète français, spécialiste du lancer du poids.

## Biographie
Il remporte le titre de champion de France du lancer du poids en 1964.
le 17 septembre 1961, à Chelles, il établit un nouveau record de France du lancer du poids en atteignant la marque de 17,00 m. 

## Performances
Records personnels :  
- Poids : 18,03 m le 30 juillet 1967 à Paris Jean Bouin
- Disque : 53,32 m le 22 octobre 1966 à Nemours
- Marteau : 49,98 m le 10 septembre 1967